# Хайфски окръг
Хайфския окръг е един от 6-те окръга в Израел, с площ 866 km2 и население 1 032 800 души (по оценка от декември 2018 г.). Административен център е град Хайфа.

## Население
Населението на окръга през декември 2018 година е 1 032 800 души, от тях 698 712 са евреи, 264 349 % са араби, а 68 964 – от други етнически групи.